# Toninho Carlos
Toninho Carlos, właśc. Antônio Carlos Corrêa (ur. 17 maja 1961 w Lins) – brazylijski piłkarz, występujący podczas kariery na pozycji środkowego obrońcy.

## Kariera klubowa
Karierę piłkarską rozpoczynał w klubie Santos FC w 1978. W latach 1980–1981 występował w Matsubarze Cambará, po czym powrócił do Santosu i grał w nim przez kolejne siedem lat. Z Santosem zdobył mistrzostwo stanu São Paulo – Campeonato Paulista w 1984. W lidze brazylijskiej zadebiutował 20 stycznia 1982 w wygranym 4:1 meczu z Moto Club São Luís.
W latach 1988–1991 był zawodnikiem Coritiby, Bangu AC, Internacionalu Limeira, portugalskim FC Famalicão oraz Clube Atlético Mineiro. Z Atlético Mineiro zdobył mistrzostwo stanu Minas Gerais – Campeonato Mineiro w 1991. W latach 1992–1994 był zawodnikiem Portuguesy Santisty Santos, EC Santo André meksykańskim Universidad de Guadalajara oraz Figueirense FC. Z Figueirense zdobył mistrzostwo stanu Santa Catarina – Campeonato Catarinense w 1994.
W latach 1994–1995 występował w Remo Belém. Z Remo zdobył mistrzostwo stanu Pará – Campeonato Paraense w 1995. W Remo 3 listopada 1994 w zremisowanym 0:0 meczu z União São João Araras Toninho Carlos po raz ostatni wystąpił w lidze. Ogółem w latach 1982–1994 wystąpił w lidze w 113 meczach i strzelił 1 bramkę. Karierę zakończył w Portuguesie Santista w 1996.

## Kariera reprezentacyjna
W reprezentacji Brazylii Toninho Carlos zadebiutował 17 czerwca 1983 w wygranym 2:1 towarzyskim meczu z reprezentacją Szwajcarii. W tym samym roku wystąpił w Copa América 1983, na którym Brazylia zajęła drugie miejsce. Na turnieju wystąpił w dwóch meczach z Argentyną i Ekwadorem, który okazał się jego ostatnim meczem w reprezentacji. W reprezentacji wystąpił w 4 meczach.
| Mecze i gole w reprezentacji | Mecze i gole w reprezentacji | Mecze i gole w reprezentacji | Mecze i gole w reprezentacji | Mecze i gole w reprezentacji | Mecze i gole w reprezentacji | Mecze i gole w reprezentacji |
| Lp.                          | Data                         | Miasto                       | Przeciwnik                   | Gol                          | Wynik                        | Rozgrywki                    |
| ---------------------------- | ---------------------------- | ---------------------------- | ---------------------------- | ---------------------------- | ---------------------------- | ---------------------------- |
| 1.                           | 17.06.1983                   | Bâle                         | Szwajcaria                   |                              | 2:1                          | towarzyski                   |
| 2.                           | 22.06.1983                   | Göteborg                     | Szwecja                      |                              | 3:3                          | towarzyski                   |
| 3.                           | 24.08.1983                   | Buenos Aires                 | Argentyna                    |                              | 0:1                          | Copa América 83              |
| 4.                           | 01.09.1983                   | Goiânia                      | Ekwador                      |                              | 5:0                          | Copa América 83              |